# Tammo Harder
Tammo Harder (* 4. Januar 1994 in Dülmen) ist ein deutscher Fußballspieler. Er wird als Stürmer eingesetzt.

## Vereinskarriere

### Anfänge
Harders erster Verein war der SV Fortuna Seppenrade. Nach vier Jahren wechselte er 2002 in die Jugendabteilung von Borussia Dortmund, bei der er bis 2006 blieb. Danach ging er zum Revierrivalen FC Schalke 04. Dort wurde er bald zu einem der Leistungsträger und gehörte in jeder Saison zu den besten Torschützen seiner Mannschaft. Erfolge mit der Jugendmannschaft der Schalker waren unter anderem die Staffel-Meisterschaft in der U-19-Bundesliga West 2011/12, gefolgt von dem Sieg in der Meisterschaftsendrunde und der erneute Gewinn der Weststaffel 2012/13; allerdings schied man in der Meisterschaftsendrunde im Halbfinale aus. Harder gewann 2013 zudem den A-Jugend-Verbandspokal Westfalen. Seinen im Juni 2013 auslaufenden Vertrag wollte er bei den Schalkern nicht verlängern.

### Borussia Dortmund
Harder wechselte zur Saison 2013/14 zur zweiten Mannschaft von Borussia Dortmund, da er in der 3. Liga spielen wollte. Bei den Borussen unterschrieb er einen bis 2016 gültigen Vertrag. Am ersten Spieltag der 3. Liga wurde er in der 89. Minute für Tim Treude eingewechselt. Seine Mannschaft gewann 1:0 gegen die zweite Mannschaft des VfB Stuttgart. Am Ende der Saison hatte er in 32 Spielen acht Tore erzielt und ein weiteres vorbereitet. In der folgenden Saison erzielte in den ersten 17 Spieltagen sieben Tore und gab sechs Torvorlagen. Nach der Saison 2015/16 verließ er den Verein.
Zur Spielzeit 2016/17 verpflichtete ihn Holstein Kiel; Harder erhielt einen Zweijahresvertrag. Am 31. Januar 2017 wurde er bis zum Saisonende an den Regionalligisten 1. FC Saarbrücken ausgeliehen. Es folgte ein halbes Jahr Vereinslosigkeit, bevor er Ende Januar 2018 vom SC Wiedenbrück verpflichtet wurde. Nach dem Abstieg der Wiedenbrücker im Sommer 2019 wechselte Harder zum SV Lippstadt 08.
Zur Saison 2020/21 wechselte er zum Lüdinghausener Stadtteilverein Fortuna Seppenrade in die Kreisliga.

## Nationalmannschaft
Harder bestritt vier Partien für die deutsche U-19-Nationalmannschaft und erzielte dabei einen Treffer.

## Erfolge
- Deutscher A-Jugend-Meister 2011/12